# Rödingstjärnen (Jokkmokks socken, Lappland, 734128-167084)
Rödingstjärnen är en sjö i Jokkmokks kommun i Lappland och ingår i Piteälvens huvudavrinningsområde. Sjön har en area på 0,0657 kvadratkilometer och ligger 466 meter över havet.

## Delavrinningsområde
Rödingstjärnen ingår i det delavrinningsområde (733953-167103) som SMHI kallar för Mynnar i None. Medelhöjden är 452 meter över havet och ytan är 21,12 kvadratkilometer. Det finns inga avrinningsområden uppströms utan avrinningsområdet är högsta punkten. Vattendraget som avvattnar avrinningsområdet har biflödesordning 5, vilket innebär att vattnet flödar genom totalt 5 vattendrag innan det når havet efter 142 kilometer. Avrinningsområdet består mestadels av skog (90 procent). Avrinningsområdet har 0,15 kvadratkilometer vattenytor vilket ger det en sjöprocent på 0,7 procent.